# Las Matas (ort i Spanien)
Las Matas är en ort i Spanien.   Den ligger i provinsen Provincia de Madrid och regionen Madrid, i den centrala delen av landet, 22 km nordväst om huvudstaden Madrid. Las Matas ligger 736 meter över havet och antalet invånare är 14 213.
Terrängen runt Las Matas är platt åt sydost, men åt nordväst är den kuperad.Runt Las Matas är det mycket tätbefolkat, med 4 503 invånare per kvadratkilometer. Närmaste större samhälle är Las Rozas, 7,4 km söder om Las Matas. Omgivningarna runt Las Matas är i huvudsak ett öppet busklandskap.